# Goulet de Digby
Le goulet de Digby (anglais : Digby Gut) est un chenal étroit reliant la baie de Fundy au bassin d'Annapolis. La ville de Digby, est située dans la partie intérieure de l’ouest du goulet. L'entrée est marquée par le phare de Point Prim. Les forts courants de marée, les nombreux reliefs rocheux, les brouillards fréquents et les vents imprévisibles en font un passage dangereux qui nécessite un pilote ou des connaissances locales. Les courants de marée créent des courants de marée de 5 nœuds et créent de nombreux tourbillons et remous. Le goulet mesurent environ un demi-mille marin de large et est bordé de hautes falaises rocheuses. Il marque une rupture de la crête de la montagne du Nord le long de la vallée d'Annapolis et se situe à l'extrémité est de péninsule de Digby. Le goulet de Digby tire ses origines du terminus nord de l'ancienne rivière Bear, dont une partie est maintenant une vallée inondée.  
Le goulet est Digby est dominé par le Digby Pines Resort et est utilisé quotidiennement depuis de nombreuses années par les traversiers Digby-Saint John, tels que le SS Princess Helene et le MV Princess of Acadia. Le célèbre poète Bliss Carman a écrit un poème canadien classique, intitulé « Arnold, Master of the Scud », sur le courage d'un marin intrépide de douze ans qui, à lui seul, a conduit une goélette à travers le goulet de Digby pendant une tempête. 